# 幻覚植物研究所
幻覚植物研究所（げんかくしょくぶつけんきゅうじょ、英語表記: Psychedelic Plants Research Laboratory）は国際的に活動しているトランス・ユニット。

## 概要
- 日本人音楽家・芙苑晶主宰によるプロジェクト。作曲やアレンジは全て芙苑晶が一人で手がけており、実質的にワンマン・ユニットであるが、プロジェクトごとに不定型なユニット・メンバーが参加して、ヨーロッパ、アジア、アメリカ等で世界的に活動をおこなって来ている。
- サイケデリック・ロック、アシッド・ハウスに影響された幻想的なトランス・サウンドが特徴である。サイケデリックトランスや野外レイヴの先駆的存在とも見なされている。「Mrs. Cyborg」「Electrode Land」等のクラブ・ヒットがある。

## 経歴
- 元々は1987年、芙苑晶による実験的な電子音楽ユニットとして始められたプロジェクトである。同年、ニューヨーク各地の野外スペースで、「マルチメディア・ヴィジョンクウェスト(Multimedia Visionquest)」と題されたゲリラ・ライブ・シリーズを上演、デビュー、話題を呼ぶ。電子音楽、民族音楽、映像、炎、ダンサー等のパフォーマンスを混合した独特なスタイルの野外ライブは、のちに野外レイヴの先駆とも見なされる。
- 1989年、1stアルバム『火星植物園 (Mars Botanical Garden)』リリース。
- 1994年、2ndアルバム『秘境 (Unexplored Region)』リリース。
- 1999年、3rd/リミックス・アルバム『人造夫人の12の夢 (Mrs. Cyborg's 12 Dreams)』リリース。
- 1987年から2007年頃までアメリカ(ニューヨーク、ワシントンD.C.等)を拠点として活動していたが、2008年、日本に拠点を移したと発表された。

## ディスコグラフィー

### オリジナルアルバム
- 「火星植物園 (Mars Botanical Garden)」  （1989年）
- 「秘境 (Unexplored Region)」  （1994年）

### リミックス・アルバム
- 「人造夫人の12の夢 (Mrs. Cyborg's 12 Dreams)」  （1999年）

### オムニバス・アルバム（同ユニットの楽曲が収録されているアルバム）
- 『恍惚的宇宙論 / トランス・レイヴ・コスモロジー (Trance-Rave Cosmology)』  （2007年、芙苑晶 with トランス・レイヴ・ドーターズ）

このアルバムでは、同ユニットによる代表曲である「Mrs. Cyborg」、「Electrode Land」の2曲のトランス・リミックスが収録された（Aurora Heads 名義）。

## ユニット名について
1980年代末から1990年代にかけては、Acid Head Organization、Aurora Heads、Hobo Summit等の変名で活動していた。
とくに、アメリカ盤ではAurora Heads名義でリリースされており、当時日本に入ってきたのがアメリカ盤が多かったため、日本ではこのユニット名（オーロラ・ヘッズ）でおもに知られていた。
しかし、2008年、原点に立ち帰るという意味で、これら複数の名義をオリジナルのユニット名「幻覚植物研究所（Psychedelic Plants Research Laboratory）」に統一、以降はこのユニット名で活動する、と芙苑晶の公式サイトで発表された。 